# Canal Fulton
Canal Fulton é uma vila localizada no estado norte-americano de Ohio, no Condado de Stark.

## Demografia
Segundo o censo norte-americano de 2000, a sua população era de 5061 habitantes.
Em 2006, foi estimada uma população de 5111, um aumento de 50 (1.0%).

## Geografia
De acordo com o United States Census Bureau tem uma área de
6,4 km², dos quais 6,3 km² cobertos por terra e 0,1 km² cobertos por água. Canal Fulton localiza-se a aproximadamente 297 m acima do nível do mar.

## Localidades na vizinhança
O diagrama seguinte representa as localidades num raio de 12 km ao redor de Canal Fulton.